# Atossa
|  | Per a altres significats, vegeu «Atossa (desambiguació)». |

Atossa (en persa antic Utauθa, probablement ‘Ben concedida’) que va viure entre els anys 550 aC i 475 aC, era una princesa i reina persa, filla de Cir II el Gran i potser de la reina Cassandana.
Es va casar successivament amb tres reis perses: Cambises, Smerdis i Darios I el Gran sobre els que va exercir més o menys influència. Emocionada per la descripció de Grècia que li va fer el metge Democedes, es diu que va convèncer Darios per conquerir aquell país. Amb Darios va tenir quatre fills: Xerxes, Masistes, Aquemenes i Histaspes, segons diu Heròdot. El rei ja tenia tres fills de la seva primera esposa (la filla de Gòbries).
Segons Aspasi hauria mort a mans del seu fill Xerxes. Hel·lànic de Mitilene va dir que Atossa va ser la primera dona que va escriure epístoles.